# Щигельский, Владимир Емельянович
Владимир Емельянович Щигельский (укр. Володимир Омелянович Щигельський), известный под псевдонимом «Бурлака» (укр. Бурлака; 8 августа 1921, Львов — 7 апреля 1949, Жешув) — украинский военный деятель, поручик УПА. Командовал сотней «Ударники-4». Участвовал в боях против милиции Польши и Чехословакии, пытаясь прорваться в американскую оккупационную зону Германии. Был арестован и казнён в 1949 году польскими властями за преступления против гражданского населения.

## Биография

### Ранние годы
Родился 8 августа 1921 года во Львове. Отец — Емельян Щегельский, уроженец села Янковичи (ныне Тернопольская область), обувщик. Мать — Мария (1906 г.р., в девичестве Прус). Учился в украинской начальной школе имени Короля Даниила в 1927—1931 годах. В 1931 году поступил во Львовский филиал академической гимназии и Сокольское движение. С конца 1938 года — член «Карпатской Сечи», после непродолжительного обучения получил звание вистуна и вошёл в «летучую бригаду», занимавшуюся пропагандой идеи украинского национализма среди населения Закарпатья.

### Украинская полиция
В марте 1939 года оборонял Карпатскую Украину от вторгшихся венгров. Под давлением превосходящих сил врага, часть, в которой находился Щигельский, отступила на румынскую территорию и после полной оккупации Закарпатья Венгрией, Щигельский перебрался в Германию, где вступил в военные отряды националистов под командованием Романа Сушко. С ноября 1939 года сотрудничал с украинской вспомогательной полицией: 25 сентября вошёл в полицию села Команча Сяноцкого повята. В апреле 1941 года после окончания полицейской школы перебрался в Балигород. До июля 1943 года — комендант полиции села Войтково (гмина Устрики-Долишные), некоторое время был комендантом полиции села Яворник-Русский гмины Бирча.

### Начало службы в УПА
С 25 июня 1944 года Щигельский числился в составе Украинской повстанческой армии, куда отправился вместе с личным составом украинской вспомогательной полиции из Яворника-Русского. По решению заместителя командира военного округа «Буг» Мирослав Онышкевича назначен командиром нового отряда и принял псевдоним «Бурлака». После обучения его сотня вошла в состав куреня Мартина «Рена» Мизерного. Согласно свидетельствам повстанцев, в конце лета сотня «Бурлаки» освободила из немецкого лагеря для перемещённых лиц около 50 украинцев. Однако сотне Щигельского также инкриминируется совершённое в воскресенье 6 августа 1944 года массовое убийство польских граждан в Балигороде (Восточная Малопольша). Приказ о нападении отдал войсковой референт ОУН(б) Василий «Богдан» Цебеняк. Бандеровцы, собравшись у костёла, потребовали вывести им несколько групп по 6 человек, которых они затем расстреливали. Повстанцы из сотни Щигельского разграбили дома убитых ими поляков, но мгновенно покинули город после того, как в Балигороде пошли слухи о приближении отряда советских партизан.

### На территории Польши
В декабре 1944 года сотня перешла польско-советскую границу и укрылась в селе Ступосяны Лесковского повята. Весной 1945 года отрядом Щигельского были разгромлены несколько постов Гражданской милиции ПНР в районе Пшемысля, после чего сотня перешла под контроль Михаила «Коника» Галё. Зоной её действий стала территория между Сяноцким и Пшемысльским повятами. 6 марта, по украинским данным, сотня «Бурлаки» ввязалась в бой в деревне Тисова против поляков, убив около 20 человек (в том числе капитана Войска Польского) и захватив двоих в плен При этом Щигельский был ранен в ногу, вернувшись в строй через три недели. Позже по его приказу отряд Григория Янковского сжёг несколько рудников в Тиряве-Сольной. 11 декабря 1945 года сотня «Бурлаки» предприняла попытку освободить военнопленных (в основном немцев) из лагеря в Негрибке близ Пшемысля. «Бурлака» хотел за счёт бывших солдат вермахта усилить собственный отряд. Акция закончилась неудачей, в основном из-за отказа заключённых покинуть лагерь.
В конце 1945 — январе 1946 года сотня «Бурлаки» сражалась под Бирчей. 31 января ею была взорвана железнодорожная станция на дороге Ново-Загорье — Леско, из-за чего было прервано железнодорожное сообщение. 20 января 1946 года Владимир Щигельский получил звание хорунжего и был награждён Серебряным Крестом Боевой Заслуги 2-го класса. 16 ноября 1946 года отряд УПА напал на городок Дынув, однако ушёл оттуда после того, как закончились боеприпасы, и скрылся в Дыляговских лесах.

### На территории Чехословакии
В январе 1947 года польская милиция и Войско Польское стали прикладывать больше усилий для борьбы против вооружённых отрядов украинских националистов. К марту 1946 года сотня «Бурлаки» вступала минимум шесть раз в стычки с польскими частями. 25 мая заместитель руководителя ОУН в Закерзонье Василий «Орлан» Галаса приказал вывести войска на Запад. Сотни «Ударники-4», «Ударники-6» и «Ударники-7» стали единым куренем под командованием Щегельского. Переход на территорию Чехословакии (в Словакию) состоялся в ночь с 21 на 22 июня 1947 года. По свидетельствам офицера чехословацкой армии Вацлава Славика, поймать группу Щегельского было просто невозможно: повстанцы проходили через позиции чехословацкой армии «в форме длинной змеи, держась за руки и при необходимости поворачиваясь правее либо левее, или двигаясь назад, извиваясь как гадина». Бандеровцы использовали тактику трёх клиньев: первый клин скрытно подкрадывался к войскам оцепления и начинал стрельбу, чтобы напугать противника, а два других клина обходили его по флангам. Из-за отсутствия опыта партизанской и контрпартизанской войны чехословаки несли большие потери в живой силе, теряя даже курсантов.
К августу 1947 года отряд дошёл до долины реки Ваг, однако чехословацкие войска численностью 15 тысяч человек (к участию был привлечён полк «Словакия» и танковые соединения), пользуясь плохими погодными условиями (реки Ваг и Орава вышли из берегов), всё-таки окружили бандеровцев. 16 августа «Бурлака» разделил своих людей на 7 отдельных групп. «Бурлака» командовал последней сотней, в которой насчитывалось 68 человек. 17 августа 1947 года, когда группы уже были у татранского перевала Чертовица, они вступили в бой с чехословаками и ушли к Малой Татре. Однако в ночь с 3 на 4 сентября в хуторе Яношиково Щигельский после очередного боя вместе с четырьмя людьми (среди них была любовница Щигельского, Офелия) был схвачен. Обстоятельства пленения долгое время были неизвестны: по наиболее правдоподобной версии, Щигельский отдыхал в доме, ожидая прибытия лесоруба Ильчука, который должен был помочь переправиться его людям. В 23:15 поручик Чехословацкой армии Викидал приказал захватить дом, и Щигельский был задержан. Благодарность солдатам выразил генерал чехословацкой армии Юлиуш Носко, командир группы «Теплице», поблагодарив «всех офицеров, ротмистров, курсантов, солдат, всех служащих СНБ, подчинённых Теплице, которые в шестинедельных боевых условиях успешно завершили ликвидацию банды Бурлаки». Немногие люди из сотни Щигельского сумели пройти окружение и добраться до американской зоны оккупации.

### Арест и суд
В сопровождении генерала Носко пленный Щигельский был доставлен в Жилину, где встретился с главой МВД Чехословакии, обсудив с ним судьбу повстанцев, пытавшихся выйти в американскую зону оккупации Германии. Тот заявлял, что украинские националисты окружены чехословацкими частями и все попытки прорыва будут трактоваться как вооружённое нападение, вследствие чего это может обернуться гибелью повстанцев. Он предложил Щигельскому написать обращение к повстанцам из УПА с призывом сдаться. В свою очередь, Щигельский потребовал признать повстанцев военнопленными со всеми гарантированными им правами и не передавать их властям Польши. Министр принял эти условия, и 5 сентября 1947 года Щигельский написал обращение к бандеровцам с призывами сдаться чехословацким властям. В те же дни в Чехословакии стали распространяться листовки чехословацкого правительства, где бандеровцев призывали не переходить в американскую оккупационную зону, а остаться на территории Чехословакии.
Щигельский был отправлен в тюрьму Брезно над рекой Грон, где его допрашивали 7 и 14 сентября. Дальше его доставили в Жилину, а затем и в Кошице, в Штефанковы казармы. В 1948 году после прихода к власти коммунистов положение «Бурлаки» резко изменилось: коммунисты обвинили Демократическую партию в сговоре с бандеровцами (хотя сам Щигельский заявил, что вопреки его ожиданиям, его не поддерживали в Словакии и никакой поддержки от партии он не получал), а Союз словацких партизан также относился к бандеровцам негативно и запросил право на участие в рейдах против бандеровцев. Щигельский был отправлен в тюрьму военного суда Кошице, в IV отдел, в камеру 4. Суд предъявил обвинения более чем по 50 пунктам, в том числе в сотрудничестве с УПА, деятельность которой признавалась подрывной и угрожающей территориальной целостности Чехословакии. 12 февраля 1948 года Щигельский вместе с четырьмя другими заключёнными (Богдан «Нестор» Кашубинский, Теодор «Юра» Бойчук, Михаил «Галайда» Сихлицкий и Владимир «Шулига» Духник) организовал побег из тюрьмы, опасаясь, что его выдадут Польше или СССР. Факт бегства обнаружили в 20:00 во время вечернего обхода, однако полиция Чехословакии задержала беглецов (по другой версии, Щигельский сам сдался). 
В апреле 1948 года было принято решение Щигельского как уроженца Польши и формально гражданина Польской Народной Республики депортировать. 28 июля его отправили в Моравскую-Остряницу, где передали полиции Польши. До 12 октября он находился в Мокотовской тюрьме в Варшаве, а затем, согласно постановлению военной районной прокуратуры, отправили 28 сентября 1948 года в Жешув, где, согласно постановлению, он осуществлял антигосударственную и преступную деятельность.
1 января 1949 года состоялся суд, 4 января Щигельский был приговорён к смертной казни. Приговор приведён в исполнение в Жешувской тюрьме на Замке 7 апреля 1949 года в 20:15.

### Семья
Жена — Теодозия (Феодосия) Трицецкая, женился 4 августа 1941 года. Сын — Лев (родился 4 февраля 1943 года).